# Shakhsevan Pervoye
Shakhsevan Pervoye (azerbajdzjanska: Birinci Şahsevən) är en ort i Azerbajdzjan.   Den ligger i distriktet Bejläqan, i den centrala delen av landet, 200 km väster om huvudstaden Baku. Shakhsevan Pervoye ligger 58 meter över havet och antalet invånare är 7 345.
Terrängen runt Shakhsevan Pervoye är platt. Närmaste större samhälle är Beylagan, 19,1 km nordväst om Shakhsevan Pervoye.
Trakten runt Shakhsevan Pervoye består till största delen av jordbruksmark. Runt Shakhsevan Pervoye är det ganska tätbefolkat, med 104 invånare per kvadratkilometer.